# Primera División Femenina de España 2017-18
La temporada 2017-18 (también conocida como LaLiga Iberdrola por motivos de patrocinio) es la 30.ª edición de la Primera División Femenina de España de fútbol. El torneo lo organiza la Liga de Fútbol Profesional (LFP). Se dio inicio a la competición el 2 de septiembre de 2017 y finalizó el 13 de mayo de 2018.
El Atlético de Madrid se proclamó campeón por tercera vez en su historia.

## Sistema de competición
La competición la disputan 16 equipos, que juegan todos contra todos a doble partido (un partido en el campo de cada equipo), según el calendario previamente establecido por sorteo.
Los equipos puntúan en función de sus resultados: tres puntos por partido ganado, uno por el empate y ninguno por las derrotas. El club que sume más puntos al término del campeonato se proclama campeón de liga y obtiene una plaza en la Liga de Campeones Femenina para la próxima temporada, a él se le suma el segundo clasificado. Asimismo, los ocho primeros clasificados disputan la Copa de la Reina al término de la liga. Los dos últimos clasificados descienden a Segunda División Femenina.

## Ascensos y descensos
| Pos. | Descendidos de 1.ª División |
| ---- | --------------------------- |
| 15.º | Oiartzun K.E.               |
| 16.º | U.D. Tacuense               |

| Pos. | Ascendidos de 2.ª División |
| ---- | -------------------------- |
| 1.º  | Madrid C.F.F.              |
| 2.º  | Sevilla F.C.               |

## Información de los equipos
| Equipo               | Ciudad              | Entrenador              | Estadio                                        | Aforo | Marca       | Patrocinador             |
| -------------------- | ------------------- | ----------------------- | ---------------------------------------------- | ----- | ----------- | ------------------------ |
| Athletic Club        | Bilbao              | Joseba Agirre           | Instalaciones de Lezama                        | 2.500 | New Balance | Euskaltel                |
| Atlético de Madrid   | Madrid              | Ángel Villacampa        | Miniestadio Cerro del Espino                   | 3.376 | Nike        | Herbalife                |
| Fundación Albacete   | Albacete            | Carlos del Valle        | Ciudad Deportiva Andrés Iniesta                | 3.000 | Hummel      | Nexus Energía            |
| F.C. Barcelona       | Barcelona           | Fran Sánchez            | Ciudad Deportiva Joan Gamper                   | 1.400 | Nike        | -                        |
| Levante U.D.         | Valencia            | Kino García             | El Terrer                                      | 600   | Macron      | -                        |
| Madrid C.F.F.        | Madrid              | Víctor Miguel Fernández | Estadio Municipal Matapiñonera                 | 3.000 | Nike        | -                        |
| Rayo Vallecano       | Madrid              | Miguel Ángel Quejigo    | Ciudad Deportiva Rayo Vallecano                | 2.000 | Kelme       | Bufete Rosales           |
| Real Betis Féminas   | Sevilla             | María Pry               | Ciudad Deportiva Luis del Sol                  | 700   | Adidas      | -                        |
| R. C. D. Espanyol    | Barcelona           | Joan Bacardit           | Ciutat Esportiva Dani Jarque                   | 1.520 | Joma        | Ilumax                   |
| Real Sociedad        | San Sebastián       | Gonzalo Arconada        | Instalaciones de Zubieta                       | 2.500 | Adidas      | S21Sec                   |
| Santa Teresa Badajoz | Badajoz             | Juan Carlos Antúnez     | Instalaciones Deportivas Municipales El Vivero | 800   | Kappa       | Extremedura/Quirón Salud |
| Sevilla F. C.        | Sevilla             | Francisco José García   | Ciudad Deportiva José Ramón Cisneros Palacios  | 5.500 | New Balance | PlayWSOP                 |
| Sporting de Huelva   | Huelva              | Antonio Toledo          | Campo Federativo de La Orden                   | 1.500 | Cejudo      | Cajasol                  |
| U.D.G. Tenerife      | Granadilla de Abona | Tony Ayala              | La Hoya del Pozo (El Médano)                   | 1.500 | Errea       | Egatesa                  |
| Valencia C. F.       | Valencia            | Jesús Oliva             | Estadio Municipal Antonio Puchades             | 3.000 | Adidas      | -                        |
| Zaragoza C.F.F.      | Zaragoza            | José Manuel Perna       | Estadio Pedro Sancho                           | 2.500 | Hummel      | -                        |

## Equipos por comunidad autónoma
| Com. autónoma      | N.º | Equipos                                                |
| ------------------ | --- | ------------------------------------------------------ |
| Andalucía          | 3   | Real Betis Féminas, Sevilla F. C. y Sporting de Huelva |
| Com. de Madrid     | 3   | Atlético de Madrid, Madrid C.F.F. y Rayo Vallecano     |
| País Vasco         | 2   | Athletic Club y Real Sociedad                          |
| Cataluña           | 2   | F.C. Barcelona y R. C. D. Espanyol                     |
| Com. Valenciana    | 2   | Levante U.D. y Valencia C. F.                          |
| Islas Canarias     | 1   | U.D.G. Tenerife                                        |
| Aragón             | 1   | Zaragoza C.F.F.                                        |
| Castilla-La Mancha | 1   | Fundación Albacete                                     |
| Extremadura        | 1   | Santa Teresa Badajoz                                   |

## Justicia deportiva
Las árbitras de cada partido fueron designadas por una comisión creada para tal objetivo e integrada por representantes de la LFP y la RFEF, creándose por primera vez la categoría nacional con solo árbitras (todas ellas son debutantes en la categoría). En la temporada 2017/18, las colegiadas de la categoría serán las siguientes (se muestra entre paréntesis su antigüedad en la categoría):
- Ainara Andrea Acevedo Dudley (1)  (2018)
- Beatriz Arregui Gamir (1)
- Elena Casal Fernández (1)
- Paola Cebollada López (1)
- Elena Contreras Patiño (1)
- Sara Fernández Ceferino (1)
- Marta Frías Acedo (1)  (2012)
- Zulema González González (1)
- Verónica González Sánchez (1)
- Marta Huerta de Aza (1)  (2016)
- Lobenschus Kinga-Hajnalka (1)
- Paula Líndez Ciurana (1)
- María Dolores Martínez Madrona (1)  (2017)
- Elia María Martínez Martínez (1)
- Elena Peláez Arnillas (1)
- Inmaculada Prieto Martínez (1)
- Olatz Rivera Olmedo (1)
- Ylenia Sánchez Miguel (1)
- Patricia Tórtola García (1)
- María José Villegas Navas (1)

Notas: 

## Clasificación
| Pos. | Equipo              | Pts. | PJ | G  | E | P  | GF | GC | Dif. | Clasificación o descenso               |
| ---- | ------------------- | ---- | -- | -- | - | -- | -- | -- | ---- | -------------------------------------- |
| 1    | Atlético Madrid (C) | 77   | 30 | 24 | 5 | 1  | 74 | 21 | +53  | UEFA Champions League Copa de la Reina |
| 2    | FC Barcelona        | 76   | 30 | 24 | 4 | 2  | 98 | 12 | +86  | UEFA Champions League Copa de la Reina |
| 3    | Athletic Bilbao     | 56   | 30 | 18 | 2 | 10 | 51 | 41 | +10  | Copa de la Reina                       |
| 4    | UD Granadilla       | 54   | 30 | 16 | 6 | 8  | 48 | 33 | +15  | Copa de la Reina                       |
| 5    | Real Betis          | 46   | 30 | 14 | 4 | 12 | 40 | 37 | +3   | Copa de la Reina                       |
| 6    | Valencia CF         | 50   | 30 | 14 | 8 | 8  | 49 | 32 | +17  | Copa de la Reina                       |
| 7    | Levante UD          | 38   | 30 | 11 | 5 | 14 | 49 | 50 | −1   | Copa de la Reina                       |
| 8    | Real Sociedad       | 38   | 30 | 10 | 8 | 12 | 42 | 37 | +5   | Copa de la Reina                       |
| 9    | Madrid CFF          | 36   | 30 | 10 | 6 | 14 | 34 | 56 | −22  |                                        |
| 10   | Rayo Vallecano      | 33   | 30 | 9  | 6 | 15 | 39 | 63 | −24  |                                        |
| 11   | Sporting Huelva     | 38   | 30 | 11 | 5 | 14 | 35 | 42 | −7   |                                        |
| 12   | RCD Espanyol        | 29   | 30 | 7  | 8 | 15 | 22 | 42 | −20  |                                        |
| 13   | Sevilla FC          | 31   | 30 | 8  | 7 | 15 | 35 | 50 | −15  |                                        |
| 14   | Fundación Albacete  | 30   | 30 | 8  | 6 | 16 | 42 | 58 | −16  |                                        |
| 15   | Zaragoza CF         | 23   | 30 | 6  | 5 | 19 | 31 | 67 | −36  | Descenso a la Segunda División         |
| 16   | Santa Teresa CD     | 19   | 30 | 4  | 7 | 19 | 20 | 68 | −48  | Descenso a la Segunda División         |

 Fuente: La Liga
Criterios de clasificación: 1) Puntos; 2) Puntos entre los equipos implicados; 3) Diferencia de goles; 4) Número de goles marcados

### Tabla de resultados
| Local \ Visitante  | ATH | ATM | BAR | ESP | ALB | GRA | LEV | MAD | RAY | BET | RSO | STE  | SEV | SPH | VAL | ZAR |
| ------------------ | --- | --- | --- | --- | --- | --- | --- | --- | --- | --- | --- | ---- | --- | --- | --- | --- |
| Athletic Bilbao    | —   | 2–2 | 1–2 | 1–0 | 2–0 | 0–1 | 1–0 | 2–3 | 3–1 | 1–0 | 2–1 | 1–0  | 2–1 | 2–0 | 3–2 | 4–0 |
| Atlético Madrid    | 6–0 | —   | 1–1 | 2–0 | 4–3 | 2–0 | 1–0 | 2–2 | 0–1 | 1–0 | 1–0 | 2–1  | 2–0 | 3–1 | 1–0 | 3–0 |
| FC Barcelona       | 0–1 | 1–1 | —   | 7–0 | 3–0 | 3–1 | 5–0 | 7–0 | 7–0 | 6–1 | 0–0 | 10–0 | 5–0 | 3–0 | 2–0 | 2–0 |
| RCD Espanyol       | 0–2 | 0–1 | 1–3 | —   | 1–2 | 0–3 | 0–6 | 1–2 | 0–1 | 1–0 | 0–0 | 3–0  | 1–0 | 1–0 | 0–0 | 2–1 |
| Fundación Albacete | 1–3 | 1–3 | 0–3 | 1–3 | —   | 2–2 | 1–0 | 1–1 | 3–1 | 4–1 | 0–3 | 4–0  | 1–1 | 0–3 | 0–2 | 3–0 |
| UD Granadilla      | 4–1 | 0–4 | 1–0 | 1–0 | 0–5 | —   | 1–2 | 2–0 | 3–1 | 2–3 | 0–2 | 5–1  | 2–0 | 5–1 | 0–0 | 2–0 |
| Levante UD         | 3–2 | 0–4 | 0–5 | 1–1 | 4–2 | 0–1 | —   | 1–1 | 2–3 | 0–1 | 1–1 | 3–0  | 1–1 | 2–1 | 0–1 | 5–1 |
| Madrid CFF         | 0–1 | 0–3 | 1–2 | 1–1 | 1–0 | 1–3 | 2–1 | —   | 2–0 | 0–1 | 2–1 | 2–1  | 0–2 | 2–1 | 2–1 | 3–2 |
| Rayo Vallecano     | 2–2 | 1–4 | 1–2 | 1–1 | 2–2 | 1–1 | 0–4 | 3–2 | —   | 1–3 | 2–3 | 3–0  | 1–1 | 3–1 | 4–2 | 1–1 |
| Real Betis         | 1–2 | 2–4 | 0–2 | 2–0 | 4–0 | 0–1 | 2–0 | 2–1 | 1–2 | —   | 4–0 | 3–0  | 1–0 | 0–1 | 0–0 | 1–0 |
| Real Sociedad      | 1–4 | 1–1 | 0–1 | 1–1 | 2–2 | 1–2 | 2–1 | 3–0 | 3–0 | 1–1 | —   | 3–0  | 0–1 | 0–1 | 0–1 | 6–2 |
| Santa Teresa CD    | 1–2 | 0–3 | 0–3 | 0–0 | 1–0 | 0–3 | 0–3 | 1–1 | 2–0 | 1–2 | 1–4 | —    | 1–1 | 1–1 | 1–1 | 3–1 |
| Sevilla FC         | 3–2 | 1–2 | 0–2 | 1–3 | 3–3 | 1–0 | 5–5 | 3–1 | 1–0 | 0–1 | 0–2 | 1–2  | —   | 1–2 | 1–3 | 3–2 |
| Sporting Huelva    | 1–0 | 2–4 | 1–1 | 2–0 | 2–0 | 1–1 | 0–1 | 3–0 | 3–1 | 0–0 | 1–3 | 1–0  | 2–1 | —   | 1–3 | 1–1 |
| Valencia CF        | 3–1 | 0–1 | 1–4 | 1–1 | 3–0 | 0–0 | 2–3 | 4–0 | 4–1 | 5–2 | 3–1 | 1–1  | 1–1 | 1–0 | —   | 1–0 |
| Zaragoza CF        | 2–1 | 1–6 | 0–9 | 2–0 | 0–1 | 1–1 | 3–0 | 1–1 | 0–1 | 1–1 | 2–0 | 4–1  | 0–1 | 2–1 | 1–3 | —   |

## Resultados

### Primera vuelta
| Jornada 1            | Jornada 1 | Jornada 1                | Jornada 1                | Jornada 1       | Jornada 1 | Jornada 1        | Jornada 1  | Jornada 1 |
| Local                | Resultado | Visitante                | Estadio                  | Fecha           | Hora      | Árbitra          | Amonestado | Expulsado |
| -------------------- | --------- | ------------------------ | ------------------------ | --------------- | --------- | ---------------- | ---------- | --------- |
| Real Sociedad        | 0 – 1     | Valencia C.F.            | Instalaciones de Zubieta | 2 de septiembre | 12:00     | Peláez Arnillas  | 1          | 0         |
| R.C.D. Espanyol      | 1 – 0     | Real Betis Féminas       | C.D. Dani Jarque         | 2 de septiembre | 16:00     | Frías Acedo      | 1          | 0         |
| Fundación Albacete   | 1 – 3     | Atlético de Madrid       | C.D. Andrés Iniesta      | 2 de septiembre | 18:00     | Martínez Madrona | 3          | 0         |
| Rayo Vallecano       | 1 – 1     | U.D. Granadilla Tenerife | C.D. Rayo Vallecano      | 3 de septiembre | 11:00     | Acevedo Dudley   | 2          | 0         |
| Sporting de Huelva   | 2 – 1     | Sevilla F. C.            | C.F. de la Orden         | 3 de septiembre | 11:30     | Kinga-Hajnalka   | 2          | 0         |
| Santa Teresa Badajoz | 1 – 2     | Athletic Club            | El Vivero                | 3 de septiembre | 12:00     | Tórtola García   | 3          | 0         |
| Levante U.D.         | 1 – 1     | Madrid C.F.F.            | El Terrer                | 3 de septiembre | 17:00     | Huerta de Aza    | 2          | 0         |
| Zaragoza C.F.F.      | 0 – 9     | F.C. Barcelona           | Pedro Sancho             | 3 de septiembre | 19:00     | Contreras Patiño | 6          | 0         |

| Jornada 2                | Jornada 2 | Jornada 2            | Jornada 2                | Jornada 2        | Jornada 2 | Jornada 2         | Jornada 2  | Jornada 2 |
| Local                    | Resultado | Visitante            | Estadio                  | Fecha            | Hora      | Árbitra           | Amonestado | Expulsado |
| ------------------------ | --------- | -------------------- | ------------------------ | ---------------- | --------- | ----------------- | ---------- | --------- |
| Real Betis Féminas       | 1 – 2     | Rayo Vallecano       | C.D. Luis del Sol        | 9 de septiembre  | 10:00     | González Sánchez  | 2          | 0         |
| F.C. Barcelona           | 3 – 0     | Fundación Albacete   | C.D. Joan Gamper         | 9 de septiembre  | 16:00     | Arregui Gamir     | 1          | 0         |
| Athletic Club            | 2 – 0     | Sporting de Huelva   | Instalaciones de Lezama  | 10 de septiembre | 11:30     | Casal Fernández   | 1          | 0         |
| Valencia C. F.           | 1 – 1     | Santa Teresa Badajoz | Antonio Puchades         | 10 de septiembre | 11:30     | Líndez Ciurana    | 5          | 0         |
| Sevilla F. C.            | 1 – 3     | R.C.D. Espanyol      | C.D. José Ramón Cisneros | 10 de septiembre | 12:00     | Martínez Martínez | 5          | 0         |
| U.D. Granadilla Tenerife | 1 – 2     | Levante U.D.         | La Hoya del Pozo         | 10 de septiembre | 13:00     | Sánchez Miguel    | 3          | 0         |
| Madrid C.F.F.            | 3 – 2     | Zaragoza C.F.F.      | Municipal Matapiñonera   | 10 de septiembre | 13:30     | Prieto Martínez   | 4          | 1         |
| Atlético de Madrid       | 1 – 0     | Real Sociedad        | Cerro del Espino         | 10 de septiembre | 16:00     | González González | 6          | 0         |

| Jornada 3            | Jornada 3 | Jornada 3                | Jornada 3                | Jornada 3        | Jornada 3 | Jornada 3          | Jornada 3  | Jornada 3 |
| Local                | Resultado | Visitante                | Estadio                  | Fecha            | Hora      | Árbitra            | Amonestado | Expulsado |
| -------------------- | --------- | ------------------------ | ------------------------ | ---------------- | --------- | ------------------ | ---------- | --------- |
| Santa Teresa Badajoz | 0 – 3     | Atlético de Madrid       | El Vivero                | 23 de septiembre | 10:45     | Prieto Martínez    | 2          | 0         |
| Levante U.D.         | 0 – 1     | Real Betis Féminas       | El Terrer                | 23 de septiembre | 16:00     | Acevedo Dudley     | 7          | 0         |
| Fundación Albacete   | 1 – 1     | Madrid C.F.F.            | C.D. Andrés Iniesta      | 24 de septiembre | 11:00     | Villegas Navas     | 3          | 0         |
| Rayo Vallecano       | 1 – 1     | Sevilla F. C.            | C.D. Rayo Vallecano      | 24 de septiembre | 11:30     | Cebollada López    | 2          | 0         |
| Sporting de Huelva   | 2 – 0     | R. C. D. Espanyol        | C.F. de la Orden         | 24 de septiembre | 11:30     | Contreras Patiño   | 2          | 0         |
| Athletic Club        | 3 – 2     | Valencia C. F.           | Instalaciones de Lezama  | 24 de septiembre | 12:00     | Fernández Ceferino | 3          | 0         |
| Zaragoza C.F.F.      | 1 – 1     | U.D. Granadilla Tenerife | Pedro Sancho             | 24 de septiembre | 12:00     | Rivera Olmedo      | 5          | 0         |
| Real Sociedad        | 0 – 1     | F.C. Barcelona           | Instalaciones de Zubieta | 24 de septiembre | 16:00     | Frías Acedo        | 3          | 0         |

| Jornada 4                | Jornada 4 | Jornada 4            | Jornada 4                | Jornada 4        | Jornada 4 | Jornada 4         | Jornada 4  | Jornada 4 |
| Local                    | Resultado | Visitante            | Estadio                  | Fecha            | Hora      | Árbitra           | Amonestado | Expulsado |
| ------------------------ | --------- | -------------------- | ------------------------ | ---------------- | --------- | ----------------- | ---------- | --------- |
| F.C. Barcelona           | 10 – 0    | Santa Teresa Badajoz | C.D. Joan Gamper         | 30 de septiembre | 10:45     | González González | 2          | 0         |
| Atlético de Madrid       | 6 – 0     | Athletic Club        | Cerro del Espino         | 30 de septiembre | 16:00     | Huerta de Aza     | 2          | 0         |
| Madrid C.F.F.            | 2 – 1     | Real Sociedad        | Municipal Matapiñonera   | 30 de septiembre | 16:00     | Martínez Martínez | 2          | 0         |
| Valencia C.F.            | 1 – 0     | Sporting de Huelva   | Antonio Puchades         | 1 de octubre     | 12:00     | Sánchez Miguel    | 2          | 0         |
| Sevilla F. C.            | 5 – 5     | Levante U.D.         | C.D. José Ramón Cisneros | 1 de octubre     | 12:00     | Kinga-Hajnalka    | 1          | 0         |
| U.D. Granadilla Tenerife | 0 – 5     | Fundación Albacete   | La Hoya del Pozo         | 1 de octubre     | 13:00     | Líndez Ciurana    | 6          | 0         |
| R. C. D. Espanyol        | 0 – 1     | Rayo Vallecano       | C.D. Dani Jarque         | 1 de octubre     | 13:00     | Tórtola García    | 0          | 0         |
| Real Betis Féminas       | 1 – 0     | Zaragoza C.F.F.      | C.D. Luis del Sol        | 1 de octubre     | 16:00     | Peláez Arnillas   | 2          | 0         |

| Jornada 5            | Jornada 5 | Jornada 5                | Jornada 5                | Jornada 5    | Jornada 5 | Jornada 5          | Jornada 5  | Jornada 5 |
| Local                | Resultado | Visitante                | Estadio                  | Fecha        | Hora      | Árbitra            | Amonestado | Expulsado |
| -------------------- | --------- | ------------------------ | ------------------------ | ------------ | --------- | ------------------ | ---------- | --------- |
| Zaragoza C.F.F.      | 0 – 1     | Sevilla F.C.             | Pedro Sancho             | 7 de octubre | 12:00     | Arregui Gamir      | 3          | 0         |
| Fundación Albacete   | 4 – 1     | Real Betis Féminas       | C.D. Andrés Iniesta      | 7 de octubre | 18:30     | Cebollada López    | 3          | 0         |
| Valencia C. F.       | 0 – 1     | Atlético de Madrid       | Antonio Puchades         | 7 de octubre | 20:45     | Martínez Madrona   | 3          | 0         |
| Santa Teresa Badajoz | 1 – 1     | Madrid C.F.F.            | El Vivero                | 8 de octubre | 12:00     | Casal Fernández    | 4          | 0         |
| Real Sociedad        | 1 – 2     | U.D. Granadilla Tenerife | Instalaciones de Zubieta | 8 de octubre | 12:00     | Fernández Ceferino | 2          | 0         |
| Levante U.D.         | 1 – 1     | R. C. D. Espanyol        | El Terrer                | 8 de octubre | 12:00     | Villegas Navas     | 4          | 0         |
| Sporting de Huelva   | 3 – 1     | Rayo Vallecano           | C.F. de la Orden         | 8 de octubre | 12:15     | Rivera Olmedo      | 2          | 0         |
| Athletic Club        | 1 – 2     | F.C. Barcelona           | Instalaciones de Lezama  | 8 de octubre | 16:00     | Contreras Patiño   | 3          | 0         |

| Jornada 6                | Jornada 6 | Jornada 6            | Jornada 6                | Jornada 6     | Jornada 6 | Jornada 6         | Jornada 6  | Jornada 6 |
| Local                    | Resultado | Visitante            | Estadio                  | Fecha         | Hora      | Árbitra           | Amonestado | Expulsado |
| ------------------------ | --------- | -------------------- | ------------------------ | ------------- | --------- | ----------------- | ---------- | --------- |
| Real Betis Féminas       | 4 – 0     | Real Sociedad        | C.D. Luis del Sol        | 14 de octubre | 10:45     | Tórtola García    | 2          | 0         |
| F.C. Barcelona           | 2 – 0     | Valencia C. F.       | C.D. Joan Gamper         | 14 de octubre | 16:00     | Huerta de Aza     | 0          | 0         |
| Rayo Vallecano           | 0 – 4     | Levante U.D.         | C.D. Rayo Vallecano      | 14 de octubre | 16:00     | Frías Acedo       | 0          | 0         |
| Sevilla F. C.            | 3 – 3     | Fundación Albacete   | C.D. José Ramón Cisneros | 15 de octubre | 11:30     | González Sánchez  | 5          | 0         |
| R.C.D. Espanyol          | 2 – 1     | Zaragoza C.F.F.      | C.D. Dani Jarque         | 15 de octubre | 12:00     | Martínez Martínez | 4          | 0         |
| U.D. Granadilla Tenerife | 5 – 1     | Santa Teresa Badajoz | La Hoya del Pozo         | 15 de octubre | 12:30     | Kinga-Hajnalka    | 3          | 0         |
| Atlético de Madrid       | 3 – 1     | Sporting de Huelva   | Cerro del Espino         | 15 de octubre | 16:00     | Acevedo Dudley    | 1          | 0         |
| Madrid C.F.F.            | 0 – 1     | Athletic Club        | Municipal Matapiñonera   | 15 de octubre | 16:00     | Sánchez Miguel    | 5          | 0         |

| Jornada 7            | Jornada 7 | Jornada 7                | Jornada 7                | Jornada 7     | Jornada 7 | Jornada 7         | Jornada 7  | Jornada 7 |
| Local                | Resultado | Visitante                | Estadio                  | Fecha         | Hora      | Árbitra           | Amonestado | Expulsado |
| -------------------- | --------- | ------------------------ | ------------------------ | ------------- | --------- | ----------------- | ---------- | --------- |
| Santa Teresa Badajoz | 1 – 2     | Real Betis Féminas       | El Vivero                | 28 de octubre | 10:45     | Cebollada López   | 4          | 0         |
| Valencia C.F.        | 4 – 0     | Madrid C.F.F.            | Antonio Puchades         | 29 de octubre | 12:00     | González González | 1          | 0         |
| Athletic Club        | 0 – 1     | U.D. Granadilla Tenerife | Instalaciones de Lezama  | 29 de octubre | 12:00     | Peláez Arnillas   | 1          | 0         |
| Fundación Albacete   | 1 – 3     | R.C.D. Espanyol          | C.D. Andrés Iniesta      | 29 de octubre | 12:00     | Prieto Martínez   | 1          | 0         |
| Zaragoza C.F.F.      | 0 – 1     | Rayo Vallecano           | Pedro Sancho             | 29 de octubre | 12:00     | Villegas Navas    | 3          | 1         |
| Sporting de Huelva   | 0 – 1     | Levante U.D.             | C.F. de la Orden         | 29 de octubre | 12:15     | Líndez Ciurana    | 5          | 0         |
| Real Sociedad        | 0 – 1     | Sevilla F.C.             | Instalaciones de Zubieta | 29 de octubre | 16:00     | Casal Fernández   | 7          | 0         |
| Atlético de Madrid   | 1 – 1     | F.C. Barcelona           | Cerro del Espino         | 29 de octubre | 18:15     | Frías Acedo       | 3          | 1         |

| Jornada 8                | Jornada 8 | Jornada 8            | Jornada 8                | Jornada 8      | Jornada 8 | Jornada 8          | Jornada 8  | Jornada 8 |
| Local                    | Resultado | Visitante            | Estadio                  | Fecha          | Hora      | Árbitra            | Amonestado | Expulsado |
| ------------------------ | --------- | -------------------- | ------------------------ | -------------- | --------- | ------------------ | ---------- | --------- |
| F.C. Barcelona           | 3 – 0     | Sporting de Huelva   | C.D. Joan Gamper         | 4 de noviembre | 10:45     | Rivera Olmedo      | 2          | 0         |
| Madrid C.F.F.            | 0 – 3     | Atlético de Madrid   | Municipal Matapiñonera   | 4 de noviembre | 14:00     | Martínez Madrona   | 1          | 0         |
| Levante U.D.             | 5 – 1     | Zaragoza C.F.F.      | El Terrer                | 4 de noviembre | 16:00     | González Sánchez   | 5          | 0         |
| Real Betis Féminas       | 1 – 2     | Athletic Club        | C.D. Luis del Sol        | 5 de noviembre | 12:00     | Acevedo Dudley     | 2          | 0         |
| Sevilla F. C.            | 1 – 2     | Santa Teresa Badajoz | C.D. José Ramón Cisneros | 5 de noviembre | 12:00     | Sánchez Miguel     | 5          | 0         |
| R. C. D. Espanyol        | 0 – 0     | Real Sociedad        | C.D. Dani Jarque         | 5 de noviembre | 12:00     | Contreras Patiño   | 1          | 0         |
| Rayo Vallecano           | 2 – 2     | Fundación Albacete   | C.D. Rayo Vallecano      | 5 de noviembre | 12:30     | Fernández Ceferino | 3          | 0         |
| U.D. Granadilla Tenerife | 0 – 0     | Valencia C. F.       | La Hoya del Pozo         | 5 de noviembre | 13:00     | Arregui Gamir      | 5          | 0         |

| Jornada 9            | Jornada 9 | Jornada 9                | Jornada 9                | Jornada 9       | Jornada 9 | Jornada 9         | Jornada 9  | Jornada 9 |
| Local                | Resultado | Visitante                | Estadio                  | Fecha           | Hora      | Árbitra           | Amonestado | Expulsado |
| -------------------- | --------- | ------------------------ | ------------------------ | --------------- | --------- | ----------------- | ---------- | --------- |
| Athletic Club        | 2 – 1     | Sevilla F. C.            | Instalaciones de Lezama  | 11 de noviembre | 14:00     | Kinga-Hajnalka    | 5          | 0         |
| Fundación Albacete   | 1 – 0     | Levante U.D.             | C.D. Andrés Iniesta      | 11 de noviembre | 18:30     | Martínez Martínez | 4          | 0         |
| Atlético de Madrid   | 2 – 0     | U.D. Granadilla Tenerife | Cerro del Espino         | 12 de noviembre | 10:45     | Casal Fernández   | 1          | 0         |
| Sporting de Huelva   | 1 – 1     | Zaragoza C.F.F.          | C.F. de la Orden         | 12 de noviembre | 11:30     | Tórtola García    | 4          | 0         |
| Santa Teresa Badajoz | 0 – 0     | R. C. D. Espanyol        | El Vivero                | 12 de noviembre | 12:00     | Villegas Navas    | 4          | 0         |
| Real Sociedad        | 3 – 0     | Rayo Vallecano           | Instalaciones de Zubieta | 12 de noviembre | 12:00     | Peláez Arnillas   | 1          | 0         |
| Valencia C.F.        | 5 – 2     | Real Betis Féminas       | Antonio Puchades         | 12 de noviembre | 16:00     | Líndez Ciurana    | 4          | 0         |
| F.C. Barcelona       | 7 – 0     | Madrid C.F.F.            | C.D. Joan Gamper         | 12 de noviembre | 18:00     | Huerta de Aza     | 1          | 0         |

| Jornada 10               | Jornada 10 | Jornada 10           | Jornada 10               | Jornada 10      | Jornada 10 | Jornada 10        | Jornada 10 | Jornada 10 |
| Local                    | Resultado  | Visitante            | Estadio                  | Fecha           | Hora       | Árbitra           | Amonestado | Expulsado  |
| ------------------------ | ---------- | -------------------- | ------------------------ | --------------- | ---------- | ----------------- | ---------- | ---------- |
| Levante U.D.             | 1 – 1      | Real Sociedad        | El Terrer                | 18 de noviembre | 10:45      | Prieto Martínez   | 3          | 0          |
| Sevilla F. C.            | 1 – 3      | Valencia C.F.        | C.D. José Ramón Cisneros | 18 de noviembre | 14:00      | Frías Acedo       | 2          | 0          |
| Madrid C.F.F.            | 2 – 1      | Sporting de Huelva   | Municipal Matapiñonera   | 19 de noviembre | 12:00      | Arregui Gamir     | 4          | 0          |
| R. C. D. Espanyol        | 0 – 2      | Athletic Club        | C.D. Dani Jarque         | 19 de noviembre | 12:00      | Cebollada López   | 0          | 0          |
| Zaragoza C.F.F.          | 0 – 1      | Fundación Albacete   | Pedro Sancho             | 19 de noviembre | 12:00      | Rivera Olmedo     | 6          | 0          |
| Rayo Vallecano           | 3 – 0      | Santa Teresa Badajoz | C.D. Rayo Vallecano      | 19 de noviembre | 12:30      | Acevedo Dudley    | 2          | 0          |
| U.D. Granadilla Tenerife | 1 – 0      | F.C. Barcelona       | La Hoya del Pozo         | 19 de noviembre | 13:00      | Martínez Madrona  | 5          | 0          |
| Real Betis Féminas       | 2 – 4      | Atlético de Madrid   | C.D. Luis del Sol        | 19 de noviembre | 16:00      | González González | 3          | 0          |

| Jornada 11           | Jornada 11 | Jornada 11               | Jornada 11               | Jornada 11     | Jornada 11 | Jornada 11         | Jornada 11 | Jornada 11 |
| Local                | Resultado  | Visitante                | Estadio                  | Fecha          | Hora       | Árbitra            | Amonestado | Expulsado  |
| -------------------- | ---------- | ------------------------ | ------------------------ | -------------- | ---------- | ------------------ | ---------- | ---------- |
| Athletic Club        | 3 – 1      | Rayo Vallecano           | Instalaciones de Lezama  | 2 de diciembre | 10:15      | Sánchez Miguel     | 2          | 0          |
| F.C. Barcelona       | 6 – 1      | Real Betis Féminas       | C.D. Joan Gamper         | 2 de diciembre | 16:00      | Martínez Martínez  | 3          | 0          |
| Sporting de Huelva   | 2 – 0      | Fundación Albacete       | C.F. de la Orden         | 2 de diciembre | 16:00      | Huerta de Aza      | 2          | 0          |
| Valencia C. F.       | 1 – 1      | R. C. D. Espanyol        | Antonio Puchades         | 2 de diciembre | 17:30      | Casal Fernández    | 2          | 0          |
| Real Sociedad        | 6 – 2      | Zaragoza C.F.F.          | Instalaciones de Zubieta | 2 de diciembre | 18:30      | Contreras Patiño   | 2          | 0          |
| Madrid C.F.F.        | 1 – 3      | U.D. Granadilla Tenerife | Municipal Matapiñonera   | 3 de diciembre | 12:00      | Villegas Navas     | 4          | 0          |
| Santa Teresa Badajoz | 0 – 3      | Levante U.D.             | El Vivero                | 3 de diciembre | 12:00      | Fernández Ceferino | 4          | 0          |
| Atlético de Madrid   | 2 – 0      | Sevilla F. C.            | Cerro del Espino         | 3 de diciembre | 16:00      | Peláez Arnillas    | 0          | 0          |

| Jornada 12               | Jornada 12 | Jornada 12           | Jornada 12               | Jornada 12     | Jornada 12 | Jornada 12        | Jornada 12 | Jornada 12 |
| Local                    | Resultado  | Visitante            | Estadio                  | Fecha          | Hora       | Árbitra           | Amonestado | Expulsado  |
| ------------------------ | ---------- | -------------------- | ------------------------ | -------------- | ---------- | ----------------- | ---------- | ---------- |
| Fundación Albacete       | 0 – 3      | Real Sociedad        | C.D. Andrés Iniesta      | 6 de diciembre | 11:30      | Kinga-Hajnalka    | 3          | 0          |
| Real Betis Féminas       | 2 – 1      | Madrid C.F.F.        | C.D. Luis del Sol        | 6 de diciembre | 12:00      | Frías Acedo       | 1          | 0          |
| Levante U.D.             | 3 – 2      | Athletic Club        | El Terrer                | 6 de diciembre | 12:00      | Acevedo Dudley    | 7          | 0          |
| Zaragoza C.F.F.          | 4 – 1      | Santa Teresa Badajoz | Pedro Sancho             | 6 de diciembre | 12:00      | Martínez Madrona  | 4          | 0          |
| U.D. Granadilla Tenerife | 5 – 1      | Sporting de Huelva   | La Hoya del Pozo         | 6 de diciembre | 13:00      | Arregui Gamir     | 3          | 0          |
| Rayo Vallecano           | 4 – 2      | Valencia C. F.       | C.D. Rayo Vallecano      | 6 de diciembre | 13:30      | Prieto Martínez   | 2          | 0          |
| Sevilla F. C.            | 0 – 2      | F.C. Barcelona       | C.D. José Ramón Cisneros | 6 de diciembre | 16:00      | González González | 6          | 0          |
| R. C. D. Espanyol        | 0 – 1      | Atlético de Madrid   | C.D. Dani Jarque         | 6 de diciembre | 18:30      | Cebollada López   | 2          | 0          |

| Jornada 13               | Jornada 13 | Jornada 13         | Jornada 13              | Jornada 13      | Jornada 13 | Jornada 13         | Jornada 13 | Jornada 13 |
| Local                    | Resultado  | Visitante          | Estadio                 | Fecha           | Hora       | Árbitra            | Amonestado | Expulsado  |
| ------------------------ | ---------- | ------------------ | ----------------------- | --------------- | ---------- | ------------------ | ---------- | ---------- |
| Valencia C. F.           | 2 – 3      | Levante U.D.       | Antonio Puchades        | 9 de diciembre  | 10:45      | Huerta de Aza      | 5          | 0          |
| Madrid C.F.F.            | 0 – 2      | Sevilla F.C.       | Municipal Matapiñonera  | 9 de diciembre  | 12:00      | Casal Fernández    | 2          | 1          |
| Atlético de Madrid       | 0 – 1      | Rayo Vallecano     | Cerro del Espino        | 9 de diciembre  | 16:00      | Martínez Martínez  | 1          | 0          |
| Athletic Club            | 4 – 0      | Zaragoza C.F.F.    | Instalaciones de Lezama | 10 de diciembre | 12:00      | Fernández Ceferino | 1          | 0          |
| Santa Teresa Badajoz     | 1 – 0      | Fundación Albacete | El Vivero               | 10 de diciembre | 12:00      | Villegas Navas     | 3          | 0          |
| Sporting de Huelva       | 1 – 3      | Real Sociedad      | C.F. de la Orden        | 10 de diciembre | 12:15      | González Sánchez   | 3          | 0          |
| U.D. Granadilla Tenerife | 2 – 3      | Real Betis Féminas | La Hoya del Pozo        | 10 de diciembre | 13:00      | Sánchez Miguel     | 4          | 0          |
| F.C. Barcelona           | 4 – 0      | R. C. D. Espanyol  | C.D. Joan Gamper        | 10 de diciembre | 16:00      | Contreras Patiño   | 0          | 0          |

| Jornada 14         | Jornada 14 | Jornada 14               | Jornada 14               | Jornada 14      | Jornada 14 | Jornada 14       | Jornada 14 | Jornada 14 |
| Local              | Resultado  | Visitante                | Estadio                  | Fecha           | Hora       | Árbitra          | Amonestado | Expulsado  |
| ------------------ | ---------- | ------------------------ | ------------------------ | --------------- | ---------- | ---------------- | ---------- | ---------- |
| Zaragoza C.F.F.    | 1 – 3      | Valencia C.F.            | Pedro Sancho             | 16 de diciembre | 10:45      | Acevedo Dudley   | 4          | 0          |
| Levante U.D.       | 0 – 4      | Atlético de Madrid       | El Terrer                | 16 de diciembre | 16:00      | Martínez Madrona | 3          | 0          |
| Fundación Albacete | 1 – 3      | Athletic Club            | C.D. Andrés Iniesta      | 17 de diciembre | 11:30      | Peláez Arnillas  | 3          | 0          |
| Sevilla F.C.       | 1 – 0      | U.D. Granadilla Tenerife | C.D. José Ramón Cisneros | 17 de diciembre | 12:00      | Contreras Patiño | 2          | 0          |
| Real Sociedad      | 0 – 0      | Santa Teresa Badajoz     | Instalaciones de Zubieta | 17 de diciembre | 12:00      | Cebollada López  | 0          | 0          |
| Sporting de Huelva | 0 – 0      | Real Betis Féminas       | C.F. de la Orden         | 17 de diciembre | 12:15      | Kinga-Hajnalka   | 2          | 0          |
| R. C. D. Espanyol  | 1 – 2      | Madrid C.F.F.            | C.D. Dani Jarque         | 17 de diciembre | 13:00      | Rivera Olmedo    | 6          | 0          |
| Rayo Vallecano     | 1 – 2      | F.C. Barcelona           | C.D. Rayo Vallecano      | 17 de diciembre | 16:00      | Frías Acedo      | 0          | 0          |

| Jornada 15               | Jornada 15 | Jornada 15         | Jornada 15              | Jornada 15 | Jornada 15 | Jornada 15        | Jornada 15 | Jornada 15 |
| Local                    | Resultado  | Visitante          | Estadio                 | Fecha      | Hora       | Árbitra           | Amonestado | Expulsado  |
| ------------------------ | ---------- | ------------------ | ----------------------- | ---------- | ---------- | ----------------- | ---------- | ---------- |
| Atlético de Madrid       | 3 – 0      | Zaragoza C.F.F.    | Cerro del Espino        | 6 de enero | 10:45      | Arregui Gamir     | 4          | 0          |
| Athletic Club            | 2 – 1      | Real Sociedad      | Instalaciones de Lezama | 6 de enero | 13:00      | Huerta de Aza     | 4          | 0          |
| Madrid C.F.F.            | 2 – 0      | Rayo Vallecano     | Municipal Matapiñonera  | 6 de enero | 16:00      | Prieto Martínez   | 0          | 0          |
| Real Betis Féminas       | 1 – 0      | Sevilla F. C.      | C.D. Luis del Sol       | 7 de enero | 12:00      | Frías Acedo       | 1          | 0          |
| Santa Teresa Badajoz     | 1 – 1      | Sporting de Huelva | El Vivero               | 7 de enero | 12:00      | González González | 2          | 0          |
| Valencia C.F.            | 3 – 0      | Fundación Albacete | Antonio Puchades        | 7 de enero | 12:30      | Líndez Ciurana    | 5          | 0          |
| U.D. Granadilla Tenerife | 1 – 0      | R. C. D. Espanyol  | La Hoya del Pozo        | 7 de enero | 13:00      | Martínez Martínez | 2          | 0          |
| F.C. Barcelona           | 5 – 0      | Levante U.D.       | C.D. Joan Gamper        | 7 de enero | 13:00      | Villegas Navas    | 1          | 0          |

### Segunda vuelta
| Jornada 16               | Jornada 16 | Jornada 16           | Jornada 16               | Jornada 16  | Jornada 16 | Jornada 16         | Jornada 16 | Jornada 16 |
| Local                    | Resultado  | Visitante            | Estadio                  | Fecha       | Hora       | Árbitra            | Amonestado | Expulsado  |
| ------------------------ | ---------- | -------------------- | ------------------------ | ----------- | ---------- | ------------------ | ---------- | ---------- |
| Valencia C.F.            | 3 – 1      | Real Sociedad        | Antonio Puchades         | 13 de enero | 10:45      | Cebollada López    | 0          | 0          |
| Atlético de Madrid       | 4 – 3      | Fundación Albacete   | Cerro del Espino         | 13 de enero | 13:00      | Sánchez Miguel     | 3          | 0          |
| Madrid C.F.F.            | 2 – 1      | Levante U.D.         | Municipal Matapiñonera   | 13 de enero | 16:00      | Fernández Ceferino | 2          | 0          |
| Athletic Club            | 1 – 0      | Santa Teresa Badajoz | Instalaciones de Lezama  | 14 de enero | 12:00      | Casal Fernández    | 3          | 0          |
| Sevilla F. C.            | 1 – 2      | Sporting de Huelva   | C.D. José Ramón Cisneros | 14 de enero | 12:00      | Martínez Madrona   | 7          | 0          |
| U.D. Granadilla Tenerife | 3 – 1      | Rayo Vallecano       | La Hoya del Pozo         | 14 de enero | 13:00      | Acevedo Dudley     | 3          | 0          |
| F.C. Barcelona           | 2 – 0      | Zaragoza C.F.F.      | C.D. Joan Gamper         | 14 de enero | 16:00      | Rivera Olmedo      | 2          | 0          |
| Real Betis Féminas       | 2 – 0      | R. C. D. Espanyol    | C.D. Luis del Sol        | 14 de enero | 16:00      | González Sánchez   | 3          | 0          |

| Jornada 17           | Jornada 17 | Jornada 17               | Jornada 17               | Jornada 17  | Jornada 17 | Jornada 17        | Jornada 17 | Jornada 17 |
| Local                | Resultado  | Visitante                | Estadio                  | Fecha       | Hora       | Árbitra           | Amonestado | Expulsado  |
| -------------------- | ---------- | ------------------------ | ------------------------ | ----------- | ---------- | ----------------- | ---------- | ---------- |
| R.C.D. Espanyol      | 1 – 0      | Sevilla F. C.            | C.D. Dani Jarque         | 27 de enero | 10:45      | Huerta de Aza     | 2          | 0          |
| Fundación Albacete   | 0 – 3      | F.C. Barcelona           | C.D. Andrés Iniesta      | 27 de enero | 13:00      | Martínez Martínez | 2          | 0          |
| Santa Teresa Badajoz | 1 – 1      | Valencia C. F.           | El Vivero                | 28 de enero | 12:00      | Kinga-Hajnalka    | 4          | 0          |
| Zaragoza C.F.F.      | 1 – 1      | Madrid C.F.F.            | Pedro Sancho             | 28 de enero | 12:00      | Líndez Ciurana    | 4          | 0          |
| Levante U.D.         | 0 – 1      | U.D. Granadilla Tenerife | El Terrer                | 28 de enero | 12:00      | González González | 1          | 0          |
| Rayo Vallecano       | 1 – 3      | Real Betis Féminas       | C.D. Rayo Vallecano      | 28 de enero | 12:00      | Peláez Arnillas   | 1          | 0          |
| Sporting de Huelva   | 1 – 0      | Athletic Club            | C.F. de la Orden         | 28 de enero | 12:15      | Contreras Patiño  | 2          | 0          |
| Real Sociedad        | 1 – 1      | Atlético de Madrid       | Instalaciones de Zubieta | 28 de enero | 13:00      | Frías Acedo       | 3          | 0          |

| Jornada 18               | Jornada 18 | Jornada 18           | Jornada 18 | Jornada 18   | Jornada 18 | Jornada 18         | Jornada 18 | Jornada 18 |
| Local                    | Resultado  | Visitante            | Estadio    | Fecha        | Hora       | Árbitra            | Amonestado | Expulsado  |
| ------------------------ | ---------- | -------------------- | ---------- | ------------ | ---------- | ------------------ | ---------- | ---------- |
| Atlético de Madrid       | 2 – 1      | Santa Teresa Badajoz | Estadio    | 3 de febrero | 10:45      | Acevedo Dudley     | 2          | 0          |
| F.C. Barcelona           | 0 – 0      | Real Sociedad        | Estadio    | 3 de febrero | 16:00      | Martínez Madrona   | 2          | 0          |
| Madrid C.F.F.            | 1 – 0      | Fundación Albacete   | Estadio    | 3 de febrero | 16:00      | Villegas Navas     | 1          | 0          |
| Sevilla F. C.            | 1 – 0      | Rayo Vallecano       | Estadio    | 3 de febrero | 16:00      | Arregui Gamir      | 4          | 0          |
| R. C. D. Espanyol        | 1 – 0      | Sporting de Huelva   | Estadio    | 4 de febrero | 11:00      | Fernández Ceferino | 4          | 0          |
| Valencia C. F.           | 3 – 1      | Athletic Club        | Estadio    | 4 de febrero | 12:00      | Prieto Martínez    | 2          | 0          |
| U.D. Granadilla Tenerife | 2 – 0      | Zaragoza C.F.F.      | Estadio    | 4 de febrero | 13:00      | Casal Fernández    | 0          | 0          |
| Real Betis Féminas       | 2 – 0      | Levante U.D.         | Estadio    | 4 de febrero | 13:00      | Cebollada López    | 3          | 0          |

| Jornada 19           | Jornada 19 | Jornada 19               | Jornada 19 | Jornada 19    | Jornada 19 | Jornada 19        | Jornada 19 | Jornada 19 |
| Local                | Resultado  | Visitante                | Estadio    | Fecha         | Hora       | Árbitra           | Amonestado | Expulsado  |
| -------------------- | ---------- | ------------------------ | ---------- | ------------- | ---------- | ----------------- | ---------- | ---------- |
| Levante U.D.         | 1 – 1      | Sevilla F. C.            | Estadio    | 10 de febrero | 10:45      | Martínez Martínez | 5          | 0          |
| Santa Teresa Badajoz | 0 – 3      | F.C. Barcelona           | Estadio    | 10 de febrero | 16:00      | Peláez Arnillas   | 1          | 0          |
| Real Sociedad        | 3 – 0      | Madrid C.F.F.            | Estadio    | 11 de febrero | 12:00      | Sánchez Miguel    | 4          | 0          |
| Fundación Albacete   | 2 – 2      | U.D. Granadilla Tenerife | Estadio    | 11 de febrero | 12:00      | González Sánchez  | 4          | 0          |
| Zaragoza C.F.F.      | 1 – 1      | Real Betis Féminas       | Estadio    | 11 de febrero | 12:00      | Contreras Patiño  | 4          | 0          |
| Rayo Vallecano       | 1 – 1      | R. C. D. Espanyol        | Estadio    | 11 de febrero | 12:00      | Rivera Olmedo     | 1          | 0          |
| Sporting de Huelva   | 1 – 3      | Valencia C. F.           | Estadio    | 11 de febrero | 12:15      | Huerta de Aza     | 0          | 0          |
| Athletic Club        | 2 – 2      | Atlético de Madrid       | Estadio    | 11 de febrero | 13:00      | González González | 8          | 0          |

| Jornada 20               | Jornada 20 | Jornada 20           | Jornada 20 | Jornada 20    | Jornada 20 | Jornada 20       | Jornada 20 | Jornada 20 |
| Local                    | Resultado  | Visitante            | Estadio    | Fecha         | Hora       | Árbitra          | Amonestado | Expulsado  |
| ------------------------ | ---------- | -------------------- | ---------- | ------------- | ---------- | ---------------- | ---------- | ---------- |
| Real Betis Féminas       | 4 – 0      | Fundación Albacete   | Estadio    | 17 de febrero | 10:45      | Martínez Madrona | 2          | 0          |
| Atlético de Madrid       | 1 – 0      | Valencia C. F.       | Estadio    | 17 de febrero | 13:00      | Casal Fernández  | 1          | 0          |
| Madrid C.F.F.            | 2 – 1      | Santa Teresa Badajoz | Estadio    | 18 de febrero | 12:00      | Arregui Gamir    | 4          | 0          |
| U.D. Granadilla Tenerife | 0 – 2      | Real Sociedad        | Estadio    | 18 de febrero | 12:00      | Villegas Navas   | 1          | 0          |
| Sevilla F. C.            | 3 – 2      | Zaragoza C.F.F.      | Estadio    | 18 de febrero | 12:00      | Kinga-Hajnalka   | 5          | 1          |
| Rayo Vallecano           | 3 – 1      | Sporting de Huelva   | Estadio    | 18 de febrero | 12:00      | Acevedo Dudley   | 1          | 0          |
| R. C. D. Espanyol        | 0 – 6      | Levante U.D.         | Estadio    | 18 de febrero | 12:30      | Prieto Martínez  | 3          | 0          |
| F.C. Barcelona           | 0 – 1      | Athletic Club        | Estadio    | 18 de febrero | 13:00      | Frías Acedo      | 2          | 0          |

| Jornada 21           | Jornada 21 | Jornada 21               | Jornada 21 | Jornada 21    | Jornada 21 | Jornada 21         | Jornada 21 | Jornada 21 |
| Local                | Resultado  | Visitante                | Estadio    | Fecha         | Hora       | Árbitra            | Amonestado | Expulsado  |
| -------------------- | ---------- | ------------------------ | ---------- | ------------- | ---------- | ------------------ | ---------- | ---------- |
| Real Sociedad        | 1 – 1      | Real Betis Féminas       | Estadio    | 24 de febrero | 10:45      | González González  | 2          | 0          |
| Sporting de Huelva   | 2 – 4      | Atlético de Madrid       | Estadio    | 24 de febrero | 13:00      | Peláez Arnillas    | 0          | 0          |
| Athletic Club        | 2 – 3      | Madrid C.F.F.            | Estadio    | 25 de febrero | 12:00      | Fernández Ceferino | 3          | 0          |
| Santa Teresa Badajoz | 0 – 3      | U.D. Granadilla Tenerife | Estadio    | 25 de febrero | 12:00      | Cebollada López    | 2          | 1          |
| Fundación Albacete   | 1 – 1      | Sevilla F. C.            | Estadio    | 25 de febrero | 12:00      | Líndez Ciurana     | 7          | 0          |
| Zaragoza C.F.F.      | 2 – 0      | R. C. D. Espanyol        | Estadio    | 25 de febrero | 12:00      | Martínez Martínez  | 4          | 0          |
| Levante U.D.         | 2 – 3      | Rayo Vallecano           | Estadio    | 25 de febrero | 12:00      | Sánchez Miguel     | 6          | 0          |
| Valencia C. F.       | 1 – 4      | F.C. Barcelona           | Estadio    | 25 de febrero | 13:00      | Contreras Patiño   | 3          | 0          |

| Jornada 22   | Jornada 22 | Jornada 22       | Jornada 22 | Jornada 22 | Jornada 22 | Jornada 22 | Jornada 22 | Jornada 22 |
| Local        | Resultado  | Visitante        | Estadio    | Fecha      | Hora       | Árbitra    | Amonestado | Expulsado  |
| ------------ | ---------- | ---------------- | ---------- | ---------- | ---------- | ---------- | ---------- | ---------- |
| Equipo local | vs.        | Equipo visitante | Estadio    | TBA        | TBA        | TBA        |            |            |
| Equipo local | vs.        | Equipo visitante | Estadio    | TBA        | TBA        | TBA        |            |            |
| Equipo local | vs.        | Equipo visitante | Estadio    | TBA        | TBA        | TBA        |            |            |
| Equipo local | vs.        | Equipo visitante | Estadio    | TBA        | TBA        | TBA        |            |            |
| Equipo local | vs.        | Equipo visitante | Estadio    | TBA        | TBA        | TBA        |            |            |
| Equipo local | vs.        | Equipo visitante | Estadio    | TBA        | TBA        | TBA        |            |            |
| Equipo local | vs.        | Equipo visitante | Estadio    | TBA        | TBA        | TBA        |            |            |
| Equipo local | vs.        | Equipo visitante | Estadio    | TBA        | TBA        | TBA        |            |            |

| Jornada 23   | Jornada 23 | Jornada 23       | Jornada 23 | Jornada 23 | Jornada 23 | Jornada 23 | Jornada 23 | Jornada 23 |
| Local        | Resultado  | Visitante        | Estadio    | Fecha      | Hora       | Árbitra    | Amonestado | Expulsado  |
| ------------ | ---------- | ---------------- | ---------- | ---------- | ---------- | ---------- | ---------- | ---------- |
| Equipo local | vs.        | Equipo visitante | Estadio    | TBA        | TBA        | TBA        |            |            |
| Equipo local | vs.        | Equipo visitante | Estadio    | TBA        | TBA        | TBA        |            |            |
| Equipo local | vs.        | Equipo visitante | Estadio    | TBA        | TBA        | TBA        |            |            |
| Equipo local | vs.        | Equipo visitante | Estadio    | TBA        | TBA        | TBA        |            |            |
| Equipo local | vs.        | Equipo visitante | Estadio    | TBA        | TBA        | TBA        |            |            |
| Equipo local | vs.        | Equipo visitante | Estadio    | TBA        | TBA        | TBA        |            |            |
| Equipo local | vs.        | Equipo visitante | Estadio    | TBA        | TBA        | TBA        |            |            |
| Equipo local | vs.        | Equipo visitante | Estadio    | TBA        | TBA        | TBA        |            |            |

| Jornada 24   | Jornada 24 | Jornada 24       | Jornada 24 | Jornada 24 | Jornada 24 | Jornada 24 | Jornada 24 | Jornada 24 |
| Local        | Resultado  | Visitante        | Estadio    | Fecha      | Hora       | Árbitra    | Amonestado | Expulsado  |
| ------------ | ---------- | ---------------- | ---------- | ---------- | ---------- | ---------- | ---------- | ---------- |
| Equipo local | vs.        | Equipo visitante | Estadio    | TBA        | TBA        | TBA        |            |            |
| Equipo local | vs.        | Equipo visitante | Estadio    | TBA        | TBA        | TBA        |            |            |
| Equipo local | vs.        | Equipo visitante | Estadio    | TBA        | TBA        | TBA        |            |            |
| Equipo local | vs.        | Equipo visitante | Estadio    | TBA        | TBA        | TBA        |            |            |
| Equipo local | vs.        | Equipo visitante | Estadio    | TBA        | TBA        | TBA        |            |            |
| Equipo local | vs.        | Equipo visitante | Estadio    | TBA        | TBA        | TBA        |            |            |
| Equipo local | vs.        | Equipo visitante | Estadio    | TBA        | TBA        | TBA        |            |            |
| Equipo local | vs.        | Equipo visitante | Estadio    | TBA        | TBA        | TBA        |            |            |

| Jornada 25   | Jornada 25 | Jornada 25       | Jornada 25 | Jornada 25 | Jornada 25 | Jornada 25 | Jornada 25 | Jornada 25 |
| Local        | Resultado  | Visitante        | Estadio    | Fecha      | Hora       | Árbitra    | Amonestado | Expulsado  |
| ------------ | ---------- | ---------------- | ---------- | ---------- | ---------- | ---------- | ---------- | ---------- |
| Equipo local | vs.        | Equipo visitante | Estadio    | TBA        | TBA        | TBA        |            |            |
| Equipo local | vs.        | Equipo visitante | Estadio    | TBA        | TBA        | TBA        |            |            |
| Equipo local | vs.        | Equipo visitante | Estadio    | TBA        | TBA        | TBA        |            |            |
| Equipo local | vs.        | Equipo visitante | Estadio    | TBA        | TBA        | TBA        |            |            |
| Equipo local | vs.        | Equipo visitante | Estadio    | TBA        | TBA        | TBA        |            |            |
| Equipo local | vs.        | Equipo visitante | Estadio    | TBA        | TBA        | TBA        |            |            |
| Equipo local | vs.        | Equipo visitante | Estadio    | TBA        | TBA        | TBA        |            |            |
| Equipo local | vs.        | Equipo visitante | Estadio    | TBA        | TBA        | TBA        |            |            |

| Jornada 26   | Jornada 26 | Jornada 26       | Jornada 26 | Jornada 26 | Jornada 26 | Jornada 26 | Jornada 26 | Jornada 26 |
| Local        | Resultado  | Visitante        | Estadio    | Fecha      | Hora       | Árbitra    | Amonestado | Expulsado  |
| ------------ | ---------- | ---------------- | ---------- | ---------- | ---------- | ---------- | ---------- | ---------- |
| Equipo local | vs.        | Equipo visitante | Estadio    | TBA        | TBA        | TBA        |            |            |
| Equipo local | vs.        | Equipo visitante | Estadio    | TBA        | TBA        | TBA        |            |            |
| Equipo local | vs.        | Equipo visitante | Estadio    | TBA        | TBA        | TBA        |            |            |
| Equipo local | vs.        | Equipo visitante | Estadio    | TBA        | TBA        | TBA        |            |            |
| Equipo local | vs.        | Equipo visitante | Estadio    | TBA        | TBA        | TBA        |            |            |
| Equipo local | vs.        | Equipo visitante | Estadio    | TBA        | TBA        | TBA        |            |            |
| Equipo local | vs.        | Equipo visitante | Estadio    | TBA        | TBA        | TBA        |            |            |
| Equipo local | vs.        | Equipo visitante | Estadio    | TBA        | TBA        | TBA        |            |            |

| Jornada 27   | Jornada 27 | Jornada 27       | Jornada 27 | Jornada 27 | Jornada 27 | Jornada 27 | Jornada 27 | Jornada 27 |
| Local        | Resultado  | Visitante        | Estadio    | Fecha      | Hora       | Árbitra    | Amonestado | Expulsado  |
| ------------ | ---------- | ---------------- | ---------- | ---------- | ---------- | ---------- | ---------- | ---------- |
| Equipo local | vs.        | Equipo visitante | Estadio    | TBA        | TBA        | TBA        |            |            |
| Equipo local | vs.        | Equipo visitante | Estadio    | TBA        | TBA        | TBA        |            |            |
| Equipo local | vs.        | Equipo visitante | Estadio    | TBA        | TBA        | TBA        |            |            |
| Equipo local | vs.        | Equipo visitante | Estadio    | TBA        | TBA        | TBA        |            |            |
| Equipo local | vs.        | Equipo visitante | Estadio    | TBA        | TBA        | TBA        |            |            |
| Equipo local | vs.        | Equipo visitante | Estadio    | TBA        | TBA        | TBA        |            |            |
| Equipo local | vs.        | Equipo visitante | Estadio    | TBA        | TBA        | TBA        |            |            |
| Equipo local | vs.        | Equipo visitante | Estadio    | TBA        | TBA        | TBA        |            |            |

| Jornada 28   | Jornada 28 | Jornada 28       | Jornada 28 | Jornada 28 | Jornada 28 | Jornada 28 | Jornada 28 | Jornada 28 |
| Local        | Resultado  | Visitante        | Estadio    | Fecha      | Hora       | Árbitra    | Amonestado | Expulsado  |
| ------------ | ---------- | ---------------- | ---------- | ---------- | ---------- | ---------- | ---------- | ---------- |
| Equipo local | vs.        | Equipo visitante | Estadio    | TBA        | TBA        | TBA        |            |            |
| Equipo local | vs.        | Equipo visitante | Estadio    | TBA        | TBA        | TBA        |            |            |
| Equipo local | vs.        | Equipo visitante | Estadio    | TBA        | TBA        | TBA        |            |            |
| Equipo local | vs.        | Equipo visitante | Estadio    | TBA        | TBA        | TBA        |            |            |
| Equipo local | vs.        | Equipo visitante | Estadio    | TBA        | TBA        | TBA        |            |            |
| Equipo local | vs.        | Equipo visitante | Estadio    | TBA        | TBA        | TBA        |            |            |
| Equipo local | vs.        | Equipo visitante | Estadio    | TBA        | TBA        | TBA        |            |            |
| Equipo local | vs.        | Equipo visitante | Estadio    | TBA        | TBA        | TBA        |            |            |

| Jornada 29   | Jornada 29 | Jornada 29       | Jornada 29 | Jornada 29 | Jornada 29 | Jornada 29 | Jornada 29 | Jornada 29 |
| Local        | Resultado  | Visitante        | Estadio    | Fecha      | Hora       | Árbitra    | Amonestado | Expulsado  |
| ------------ | ---------- | ---------------- | ---------- | ---------- | ---------- | ---------- | ---------- | ---------- |
| Equipo local | vs.        | Equipo visitante | Estadio    | TBA        | TBA        | TBA        |            |            |
| Equipo local | vs.        | Equipo visitante | Estadio    | TBA        | TBA        | TBA        |            |            |
| Equipo local | vs.        | Equipo visitante | Estadio    | TBA        | TBA        | TBA        |            |            |
| Equipo local | vs.        | Equipo visitante | Estadio    | TBA        | TBA        | TBA        |            |            |
| Equipo local | vs.        | Equipo visitante | Estadio    | TBA        | TBA        | TBA        |            |            |
| Equipo local | vs.        | Equipo visitante | Estadio    | TBA        | TBA        | TBA        |            |            |
| Equipo local | vs.        | Equipo visitante | Estadio    | TBA        | TBA        | TBA        |            |            |
| Equipo local | vs.        | Equipo visitante | Estadio    | TBA        | TBA        | TBA        |            |            |

| Jornada 30   | Jornada 30 | Jornada 30       | Jornada 30 | Jornada 30 | Jornada 30 | Jornada 30 | Jornada 30 | Jornada 30 |
| Local        | Resultado  | Visitante        | Estadio    | Fecha      | Hora       | Árbitra    | Amonestado | Expulsado  |
| ------------ | ---------- | ---------------- | ---------- | ---------- | ---------- | ---------- | ---------- | ---------- |
| Equipo local | vs.        | Equipo visitante | Estadio    | TBA        | TBA        | TBA        |            |            |
| Equipo local | vs.        | Equipo visitante | Estadio    | TBA        | TBA        | TBA        |            |            |
| Equipo local | vs.        | Equipo visitante | Estadio    | TBA        | TBA        | TBA        |            |            |
| Equipo local | vs.        | Equipo visitante | Estadio    | TBA        | TBA        | TBA        |            |            |
| Equipo local | vs.        | Equipo visitante | Estadio    | TBA        | TBA        | TBA        |            |            |
| Equipo local | vs.        | Equipo visitante | Estadio    | TBA        | TBA        | TBA        |            |            |
| Equipo local | vs.        | Equipo visitante | Estadio    | TBA        | TBA        | TBA        |            |            |
| Equipo local | vs.        | Equipo visitante | Estadio    | TBA        | TBA        | TBA        |            |            |

## Televisión
Los canales de televisión  y  retrasmiten partidos de la liga, normalmente los más destacados de cada jornada.

## Datos y estadísticas

### Asistencias de estadios
Los partidos con mayor número de espectadores han sido:
- Atlético de Madrid 2-2 Madrid C.F.F. con 22.202 espectadores en el Estadio Wanda Metropolitano.
- Real Sociedad 1-4 Athletic Club con 21.504 espectadores en el Estadio de Anoeta.
- Levante U.D. 0-1 Valencia C. F. con 14.000 espectadores en el Estadio Ciutat de Valencia.
- Real Betis Féminas 3-0 Santa Teresa Badajoz con 6.643 espectadores en el Estadio Benito Villamarín.

### Máximas goleadoras
| Pos.           | Jugadora        | Club               | Goles |
| -------------- | --------------- | ------------------ | ----- |
| 1.ª            | Charlyn Corral  | Levante U.D.       | 24    |
| 2.ª            | Sonia Bermúdez  | Atlético de Madrid | 20    |
| 3.ª            | Mari Paz Vilas  | Valencia C. F.     | 19    |
| 4.ª            | Nahikari García | Real Sociedad      | 17    |
| 5.ª            | Alba Redondo    | Fundación Albacete | 16    |
| Fuente: LaLiga |                 |                    |       |

### Máximas asistentes
| Pos. | Jugadora         | Club                     | Asistencias |
| ---- | ---------------- | ------------------------ | ----------- |
| 1.ª  | Sonia Bermúdez   | Atlético de Madrid       | 9           |
| 1.ª  | Amanda Sampedro  | Atlético de Madrid       | 9           |
| 1.ª  | Ludmila Da Silva | Atlético de Madrid       | 9           |
| 4.ª  | Bea Parra        | Real Betis Féminas       | 8           |
| 5.ª  | Pisco            | U.D. Granadilla Tenerife | 7           |

### Porteras menos goleadas
| Pos. | Jugadora             | Club                     | Goles Encajados | Partidos | Cociente |
| ---- | -------------------- | ------------------------ | --------------- | -------- | -------- |
| 1.ª  | Sandra Paños         | F.C. Barcelona           | 12              | 26       | 0,46     |
| 2.ª  | Lola Gallardo        | Atlético de Madrid       | 15              | 25       | 0,60     |
| 3.ª  | Pili González        | U.D. Granadilla Tenerife | 27              | 25       | 1,08     |
| 4.ª  | Jennifer Vreugdenhil | Valencia C. F.           | 31              | 28       | 1,11     |
| 5.ª  | Mariasun Quiñones    | Real Sociedad            | 29              | 26       | 1,12     |

### Tarjetas amarillas
| Pos. | Jugadora      | Club            | Asistencias |
| ---- | ------------- | --------------- | ----------- |
| 1.ª  | Nuria Mallada | Zaragoza C.F.F. | 11          |
| 2.ª  | Teresa Rey    | Zaragoza C.F.F. | 10          |
| 3.ª  | Lucía Ramírez | Sevilla F. C.   | 9           |
| 3.ª  | Yasmin Mrabet | Madrid C.F.F.   | 9           |
| 5.ª  | Sonia Prim    | Levante U.D.    | 8           |

### Tarjetas rojas
| Pos. | Jugadora        | Club                 | Asistencias |
| ---- | --------------- | -------------------- | ----------- |
| 1.ª  | Maite Albarrán  | Sevilla F.C.         | 2           |
| 1.ª  | Marta Parralejo | Santa Teresa Badajoz | 2           |
| 1.ª  | Natalia Cebolla | Zaragoza C.F.F.      | 2           |
| 4.ª  | Sandra Bernal   | Sporting de Huelva   | 1           |
| 4.ª  | Sonia Prim      | Levante U.D.         | 1           |

### Tripletes o más
| Jugadora         | Goles | Equipo               | Rival                    | Resultado | Jornada | Ref.   |
| ---------------- | ----- | -------------------- | ------------------------ | --------- | ------- | ------ |
| Miriam Rodríguez | 3     | Fundación Albacete   | U.D. Granadilla Tenerife | 0 - 5     | 4       | [ 6 ]  |
| Bárbara Latorre  | 4     | F.C. Barcelona       | Madrid C.F.F.            | 7 - 0     | 9       | [ 7 ]  |
| Nahikari García  | 5     | Real Sociedad        | Zaragoza C.F.F.          | 6 - 2     | 11      | [ 8 ]  |
| Charlyn Corral   | 3     | Levante U.D.         | Athletic Club            | 3 - 2     | 12      | [ 9 ]  |
| Mari Paz Vilas   | 3     | Valencia C. F.       | Real Sociedad            | 3 - 1     | 16      | [ 10 ] |
| Charlyn Corral   | 4     | R. C. D. Espanyol    | Levante U.D.             | 0 - 6     | 20      | [ 11 ] |
| Mari Paz Vilas   | 3     | Valencia C. F.       | Rayo Vallecano           | 4 - 1     | 27      | [ 12 ] |
| Nahikari García  | 3     | Santa Teresa Badajoz | Real Sociedad            | 1 - 4     | 29      | [ 13 ] |

### Jugadora de la jornada
| Jornada | Jugadora               | Equipo                   | Ref.   |
| ------- | ---------------------- | ------------------------ | ------ |
| 1º      | Charlyn Corral         | Levante U.D.             | [ 14 ] |
| 2º      | Alba Mellado           | Madrid C.F.F.            | [ 15 ] |
| 3º      | Yulema Corres          | Athletic Club            | [ 16 ] |
| 4º      | Jade Boho              | Madrid C.F.F.            | [ 17 ] |
| 5º      | Martina Piemonte       | Sevilla F. C.            | [ 18 ] |
| 6º      | Eli del Estal          | R. C. D. Espanyol        | [ 19 ] |
| 7º      | Pili González          | U.D. Granadilla Tenerife | [ 20 ] |
| 8º      | Ángela Sosa            | Atlético de Madrid       | [ 21 ] |
| 9º      | Nadya Karpova          | Valencia C. F.           | [ 22 ] |
| 10º     | Jackie Simpson         | U.D. Granadilla Tenerife | [ 23 ] |
| 11º     | Bárbara Latorre        | F.C. Barcelona           | [ 24 ] |
| 12º     | Charlyn Corral         | Levante U.D.             | [ 25 ] |
| 13º     | Ali Gómez              | Rayo Vallecano           | [ 26 ] |
| 14º     | Ale Rosillo            | Madrid C.F.F.            | [ 27 ] |
| 15º     | Rocío Gálvez           | Real Betis Féminas       | [ 28 ] |
| 16º     | Koko Ange              | U.D. Granadilla Tenerife | [ 29 ] |
| 17º     | María José Pérez       | U.D. Granadilla Tenerife | [ 30 ] |
| 18º     | Cristina Baudet        | R. C. D. Espanyol        | [ 31 ] |
| 19º     | Zenatha Coleman        | Zaragoza C.F.F.          | [ 32 ] |
| 20º     | Charlyn Corral         | Levante U.D.             | [ 33 ] |
| 21º     | Saray García           | Madrid C.F.F.            | [ 34 ] |
| 22º     | María Estella          | U.D. Granadilla Tenerife | [ 35 ] |
| 23º     | Jade Boho              | Madrid C.F.F.            | [ 36 ] |
| 24º     | Raquel Pinel           | Sevilla F. C.            | [ 37 ] |
| 25º     | Anita Hernández        | Sporting de Huelva       | [ 38 ] |
| 26º     | Charlyn Corral         | Levante U.D.             | [ 39 ] |
| 27º     | Paula Moreno           | Real Betis Féminas       | [ 40 ] |
| 28º     | Anita Hernández        | Sporting de Huelva       | [ 41 ] |
| 29º     | Cristina Martín-Prieto | U.D. Granadilla Tenerife | [ 42 ] |
| 30.º    | Rosa Márquez           | Real Betis Féminas       | [ 43 ] |

### Once de la temporada
Mejor equipo de la temporada elegido por las capitanas y los entrenadores de los 16 equipos de la competición y los aficionados:
| Portera      | Defensoras                                         | Centrocampistas                                | Delanteras                                   |
| ------------ | -------------------------------------------------- | ---------------------------------------------- | -------------------------------------------- |
| Sandra Paños | Marta Torrejón Mapi León Ivana Andrés Kenti Robles | Damaris Egurrola Patri Guijarro Irene Guerrero | Mari Paz Vilas Sonia Bermúdez Charlyn Corral |

### Cambios de entrenadores
| Equipo          | Entrenador                   | Jornadas | Ref.   |
| --------------- | ---------------------------- | -------- | ------ |
| Real Sociedad   | Juanjo Arregi                | 1 - 7    | [ 45 ] |
| Real Sociedad   | Gorka Álvarez (interino)     | 8 - 10   | -      |
| Real Sociedad   | Gonzalo Arconada             | 11 - ... | [ 46 ] |
| Madrid C.F.F.   | Jesús Núñez                  | 1 - 13   | [ 47 ] |
| Madrid C.F.F.   | Víctor Martín (interino)     | 13 - 15  | -      |
| Madrid C.F.F.   | Víctor Miguel Fernández      | 15 - ... | -      |
| Levante U.D.    | Andrés Tudela                | 1 - 19   | [ 48 ] |
| Levante U.D.    | Kino García                  | 20 - ... | [ 49 ] |
| Zaragoza C.F.F. | Alberto Berna                | 1 - 27   | [ 50 ] |
| Zaragoza C.F.F. | José Manuel Perna (interino) | 27 - ... | -      |

### Datos de anotaciones
- Primer gol de la temporada: Real Sociedad 0-1 Valencia C. F. (Mari Paz Vilas)

- Último gol de la temporada: R. C. D. Espanyol 0-3 U.D. Granadilla Tenerife (Ana González)

- Gol más rápido: Nuria Mallada (Zaragoza C.F.F.) min. 1: Sporting de Huelva 1-1 Zaragoza C.F.F.

- Gol más tardío: Nerea Pérez (Levante U.D.) min. 96: Levante U.D. 5-1 Zaragoza C.F.F.

- Mayor número de goles marcados en un partido: Sevilla F. C. 5-5 Levante U.D.

- Mayor victoria de local: F.C. Barcelona 10-0 Santa Teresa Badajoz

- Mayor victoria de visitante: Zaragoza C.F.F. 0-9 F.C. Barcelona